# أحمد البحراني (نحات)
أحمد البحراني هوَ نَحات عِراقي وُلدَ في كربلاء، العراق عام 1965. ويعتبر من أشهر النحاتين العراقيين.

## حَياتُه
وُلدَ أحمد البحراني في محافظة كربلاء، وَدرس النَحت في معهد الفنون الجميلة في العراق وَتخرج مِنه عام 1988، شارك في العديد من المعارض في داخل العراق وخارجه،  ومنها معرض الواسطي ومعرض النحت العراقي في اليمن وكذلك مشاركته في معارض عدة في قطر وبيروت والإمارات وله الكثير من الأعمال النحتية المنجزة في عدة مدن.

## أَعماله
صَمَمَ أحمد مَجموعة من التَماثيل والنُصب وَالجداريات في بَغداد ومدن العالم ومن أشهر أعماله:
- كرين ارت - دبي.
- قاعة بيسان – برعاية المركز الثقافي الفرنسي – قطر.
- قاعة البدع- المجلس الوطني للثقافة والفنون والتراث - قطر.
- حدائق الفردان برعاية مجموعة الفردان- قطر.
- منزل السفير الفرنسي – قطر.
- المركز الثقافي الفرنسي – صنعاء.
- قاعة العفيف- صنعاء.
- معارض جماعية متعددة داخل العراق وخارجه.
- الخواتم الأولمبية.
- نصب (تمثال) أبو تحسين الصالحي.[8]
- نصب (بيعة الغدير) _ النجف الاشرف

### الكؤوس والجوائز
- تصميم وصناعة كأس العالم لكرة اليد 2015.[9]
- تصميم وصناعة كأس الخليج العربي لكرة القدم.
- تصميم وصناعة كأس العراق لكرة القدم.
- تصميم وصناعة جائزة مهرجان بغداد للفيلم العربي.

## المَراجع
1. ↑  "النحات العراقي أحمد البحراني لـ"الشرق": أنا جزء من الثقافة القطرية وأفتخر". جريدة الشرق. مؤرشف من الأصل في 2019-12-07. اطلع عليه بتاريخ 2018-01-25.
2. 1 2  الحياة - النحّات أحمد البحراني مُستعيداً ابتسامة رافع الناصري وقلقه نسخة محفوظة 25 يناير 2018 على موقع واي باك مشين.
3. ↑  أحمد البحراني: النحات العربي مقيّد الإبداع - الإمارات اليوم نسخة محفوظة 26 يناير 2018 على موقع واي باك مشين.
4. ↑  Account Suspended نسخة محفوظة 23 يونيو 2018 على موقع واي باك مشين.
5. ↑  معرض - أحمد البحراني في "معرض آرت بازل" نسخة ميامي ينحت الإرهابيين وفي باله أن ينقذ الحياة من سوء الفهم - فاروق يوسف - النهار نسخة محفوظة 25 يناير 2018 على موقع واي باك مشين.
6. ↑  كأس العالم لكرة اليد 2017 من تصميم وصناعة العراقي احمد البحراني [وصلة مكسورة] نسخة محفوظة 4 يوليو 2020 على موقع واي باك مشين.
7. ↑  جريدة الجريدة الكويتية | النحّات العراقي أحمد البحراني: أتصدّى للحرب بالفن نسخة محفوظة 25 يناير 2018 على موقع واي باك مشين.
8. ↑  حكومة البصرة تكلف النحات احمد البحراني باقامة نصب يخلد (عين الصقر) - راديو المربد نسخة محفوظة 25 يناير 2018 على موقع واي باك مشين.
9. ↑  العراقي أحمد البحراني يجسد إبداعه في صناعة كأس العالم لكرة اليد 2017 رياضة - ... رياضة كوم نسخة محفوظة 23 يونيو 2018 على موقع واي باك مشين.